# Edge of the World (concerto)
Pour les articles homonymes, voir Edge of the World.
Edge of the World est un concerto pour cinq pianos et orchestre du compositeur américain Nico Muhly. Commande du Festival de Ravinia (en), il est écrit spécifiquement pour la fratrie de pianistes The 5 Browns, rencontrée par Muhly lorsqu'ils fréquentaient la Juilliard School. La pièce est créée par les 5 Browns et l'Orchestre symphonique de Chicago sous la direction de James Conlon le 9 août 2011. Muhly a dédicacé le concerto aux 5 Browns.

## Composition
Edge of the World a une durée approximative de  minutes[Combien ?] et est organisé en quatre mouvements avec un interlude :
- Part I: Reykjavík
- Interlude: Train
- Part II: Salt Lake
- Part III: Flat Earth
- Part IV: The Night Sky

Dans les notes accompagnant la partition, Muhly décrit la composition comme « une pièce pour cinq pianos (et parfois orchestre) censée être la bande sonore de la vie dans les villes aux extrémités de la carte: l'extrême nord, la fin de la route, l'autre côté du lac [...] Organisée en quatre mouvements, elle commence et se termine par une série d'ostinatos entrelacés. Vers le centre de la pièce, de la musique folk passe et disparaît, des polyrythmies soudaines perturbent une surface lisse, et l'univers de la pièce devient alternativement vaste et claustrophobique. La pièce se termine par une image du ciel nocturne au bord de la terre, scintillante de lumières lointaines et d'insectes près de la main. »

## Instrumentation
L'œuvre est composée pour cinq pianos et un orchestre constitué de deux flûtes, deux hautbois, deux clarinettes, deux bassons, quatre cors, deux trompettes, deux trombones, trombone basse, tuba, deux percussions, harpe et cordes.

## Réception
Edge of the World a reçu des éloges modestes de la critique musicale. Lors de la première mondiale, John von Rhein du Chicago Tribune écrit : « Travaillant dans un style post-minimaliste sautillant, Muhly transforme les cinq claviers en une sorte d'hyper-piano: un ou plusieurs pianistes prennent l'initiative de séries imbriqués, les cinq fonctionnant comme les membres d'une course de relais musicale. Une grande partie de la composition est conduite par des ostinatos filtrants qui, dans le second mouvement, cèdent la place à un air folk qui aurait pu être le titre principal d'un western hollywoodien des années 1950 [...] À travers tout cela, votre oreille est tenue par le talent de Muhly pour créer des textures imaginatives et des champs de couleurs tachetées de soleil qui changent constamment d'une manière que vous n'attendez pas toujours. [C'était] amusant à entendre. »
Gerald Fisher de la Chicago Classical Review a salué des moments de l'orchestration, en dépit du fait que The Edge of the World n'est pas révolutionnaire et montre des influences de Philip Glass et, plus précisément, des débuts de Steve Reich de Music for 18 Musicians. Cependant dans des moments de la voix individuelle de Muhly, le travail global se sent comme un effort mineur avec de belles touches d'orchestration.